# Welsh Alliance League 1995–96
Welsh Alliance League 1995–96 là mùa giải thứ mười hai của Welsh Alliance League kể từ khi thành lập năm 1984. Nhà vô địch là Denbigh Town.

## Bảng xếp hạng
| VT | Đội                           | ST | T  | H | B  | BT | BB | HS  | Đ  | Thăng hạng hoặc xuống hạng  |
| -- | ----------------------------- | -- | -- | - | -- | -- | -- | --- | -- | --------------------------- |
| 1  | Denbigh Town (C, P)           | 28 | 20 | 3 | 5  | 60 | 30 | +30 | 63 | Lên chơi tại Cymru Alliance |
| 2  | Prestatyn Town                | 28 | 19 | 3 | 6  | 70 | 31 | +39 | 60 |                             |
| 3  | Llanfairpwll                  | 28 | 18 | 4 | 6  | 74 | 41 | +33 | 58 |                             |
| 4  | Glantraeth                    | 28 | 17 | 2 | 9  | 66 | 50 | +16 | 53 |                             |
| 5  | Porthmadog Reserves           | 28 | 15 | 2 | 11 | 46 | 35 | +11 | 52 |                             |
| 6  | Locomotive Llanberis          | 28 | 15 | 2 | 11 | 46 | 35 | +11 | 47 |                             |
| 7  | Llandyrnog United             | 28 | 14 | 4 | 10 | 53 | 48 | +5  | 46 |                             |
| 8  | Llangefni Town                | 28 | 13 | 3 | 12 | 55 | 51 | +4  | 42 |                             |
| 9  | Bangor City Reserves          | 28 | 12 | 5 | 11 | 45 | 38 | +7  | 41 |                             |
| 10 | Nantlle Vale                  | 28 | 9  | 6 | 13 | 53 | 56 | −3  | 33 |                             |
| 11 | Halkyn United                 | 28 | 10 | 3 | 15 | 46 | 50 | −4  | 33 |                             |
| 12 | Connah's Quay Nomads Reserves | 28 | 6  | 3 | 19 | 48 | 80 | −32 | 21 |                             |
| 13 | Caernarfon Town Reserves      | 28 | 6  | 3 | 19 | 27 | 60 | −33 | 21 |                             |
| 14 | Nefyn United                  | 28 | 5  | 4 | 19 | 38 | 86 | −48 | 19 |                             |
| 15 | Rhyl Reserves                 | 28 | 4  | 3 | 21 | 28 | 80 | −52 | 15 |                             |